# Parametrodes aurantiacata
Parametrodes aurantiacata là một loài bướm đêm trong họ Geometridae.